# Wielki Order Króla Petara Krešimira IV
Wielki Order Króla Piotra Krzesimira IV z Wstęgą i Gwiazdą Poranną (chorw. Velered kralja Petra Krešimira IV s lentom i Danicom) – wysokie chorwackie odznaczenie państwowe ustanowione w 1992 roku, noszące imię króla Piotra Krzesimira IV.

## Historia, organizacja i zasady nadawania
Order został ustanowiony 10 marca 1992 przez Zgromadzenie Chorwackie, które finalnie zatwierdziło go 1 kwietnia 1995. Order utworzono w celu nagradzania:
- „wysokiej rangi urzędników państwowych i szefów organizacji międzynarodowych za wkład w utrwalanie pozycji Republiki Chorwacji na arenie międzynarodowej
- chorwackich i zagranicznych przewodniczących parlamentu i szefów rządu za wybitne zasługi dla sprawy niepodległości i integralności Republiki Chorwacji oraz jej budowy i rozwoju oraz za doniosłe osiągnięcia w zakresie rozwoju stosunków między Chorwacją i jej narodem a innymi państwami i narodami
- wysokiej rangi oficerów Chorwackich Sił Zbrojnych za znaczący wkład w stworzenie doktryny i strategii militarnej, oraz za zasługi dla powstania i rozwoju ChSZ, tudzież za wybitne dokonania w zakresie dowodzenia ChSZ”[2]

Order nadaje urzędujący prezydent Chorwacji mocą własnego postanowienia lub na wniosek Państwowej Komisji do Spraw Odznaczeń i Wyróżnień, skierowany do niej przez premiera rządu, przewodniczącego parlamentu lub ministra odpowiedniego resortu. Nazwa odznaczenia upamiętnia postać króla Petara Krešimira IV, zwanego „Wielkim”, władcy średniowiecznego Królestwa Chorwacji w latach 1058–1074.
Order nie jest podzielony na klasy i zajmuje trzecie miejsce w kolejności starszeństwa chorwackich odznaczeń państwowych.

## Insygnia
Wykonaną ze srebra odznaką orderu jest stylizowany kwadrat o powierzchni emaliowanej na niebiesko i zdobionej srebrnymi ornamentami. W centrum awersu kwadratu umieszczony jest okrągły, pokryty białą emalią medalion z wizerunkiem króla Petara Krešimira IV. Wizerunek ma formę złotego reliefu i przedstawia postać króla w koronie, trzymającego miecz w prawej ręce oraz krzyż w lewej i stojącego na dziobie łodzi opatrzonej napisem: „Krešimir IV”. Medalion otacza złoty warkocz starochorwacki. Na rewersie odznaki orderu znajduje się wytłoczony, okrągły warkocz z umieszczoną w nim, kolistą inskrypcją: „Republika Hrvatska” (oba napisy są złożone wersalikami). Odznaka jest nałożona na dwa skrzyżowane, srebrne miecze.
Wielka gwiazda orderu, nosząca nazwę „Porannej” (śr. 90 mm) jest wykonana ze srebra. Jej osiem dłuższych i osiem krótszych promieni srebrnych przedzielają wiązki promieni pozłacanych. Na środku gwiazdy umieszczona jest odznaka orderu.
Wstęga orderu (szer. 80 mm, dł. 1960 mm) składa się z trzech równej szerokości, pionowych pasów: czerwonego, białego i granatowego. Pasy czerwony i granatowy zdobią podwójne bordiury w formie złotego warkocza starochorwackiego.